# Yegros
Yegros é uma cidade do Paraguai, Departamento Caazapá. Sua população é de 6.612 habitantes e sua economia é baseada na agroindústria.

## Transporte
O município de Yegros é servido pelas seguintes rodovias:
- Caminho em terra ligando a cidade ao município de Doctor Moisés S. Bertoni
- Caminho em terra ligando a cidade ao município de Caazapá
- Caminho em terra ligando a cidade ao município de Yuty [1][2][3]